# 패럴림픽 난민 선수단
패럴림픽 난민 선수단은 난민 지위를 보유한 패럴림픽 독립 선수단으로 구성된 집단이다. 소속 선수들은 패럴림픽기와 패럴림픽 찬가를 사용하여 경기에 참가하며, 개막식에서 제일 먼저 입장한다.
2016년 하계 올림픽에서 올림픽 난민 선수단이 처음 등장한 직후, 2016년 하계 패럴림픽에서 난민으로 구성된 패럴림픽 선수들이 패럴림픽 독립 선수단으로 출전하였다. 2020년 하계 패럴림픽부터는 정식으로 패럴림픽 난민 선수단(Refugee Paralympic Team)이라는 이름을 사용하였다.
2024년 하계 패럴림픽에서 태권도 여자 47kg에 출전한 자키아 후다다디가 동메달을 획득하며, 패럴림픽 난민 선수단 최초로 메달을 획득한 선수가 되었다.

## 메달리스트
| 메달   | 이름                   | 경기        | 종목   | 세부종목       |
| ------ | ---------------------- | ----------- | ------ | -------------- |
| 동메달 | 자키아 후다다디        | 2024년 파리 | 태권도 | 여자 47kg      |
| 동메달 | 기욤 쥐니오르 아탕가나 | 2024년 파리 | 육상   | 남자 400 m T11 |

## 선수단

### 2016년 하계 패럴림픽
2016년 8월 5일 국제 패럴림픽 위원회의 발표에 따라 독립 선수단이 결성되었다. 선수 추천은 각 국가 패럴림픽 위원회에서 이루어졌으며, 국제 패럴림픽 위원회는 선수들의 장애 등급 분류 등 경기 참가를 위한 필수 절차를 지원하였다.
| 선수              | 출신국 | 담당 NPC | 종목 | 세부종목                               |
| ----------------- | ------ | -------- | ---- | -------------------------------------- |
| 샤라드 나사지푸르 | 이란   | 미국     | 육상 | 남자 원반던지기 F37                    |
| 이브라힘 알후세인 | 시리아 | 그리스   | 수영 | 남자 자유형 50m S9 남자 자유형 100m S9 |

### 2020년 하계 패럴림픽
| 선수              | 출신국       | 담당 NPC | 종목   | 세부종목                                    |
| ----------------- | ------------ | -------- | ------ | ------------------------------------------- |
| 샤라드 나사지푸르 | 이란         | 미국     | 육상   | 남자 원반던지기 F37                         |
| 알리아 이사       | 시리아       | 그리스   | 육상   | 여자 곤봉던지기 F32                         |
| 아나스 알칼리파   | 시리아       | 독일     | 카누   | 남자 바 개인 200m KL2 남자 바 개인 200m VL2 |
| 압바스 카리미     | 아프가니스탄 | 미국     | 수영   | 남자 50m 배영 S5                            |
| 이브라힘 알후세인 | 시리아       | 그리스   | 수영   | 남자 50m 자유형 S9 남자 100m 평영 SB8       |
| 파르페 하키지마나 | 부룬디       | 르완다   | 태권도 | 남자 K44 61kg                               |

### 2024년 하계 패럴림픽
| 선수                       | 출신국       | 담당 NPC   | 종목             | 세부종목   |
| -------------------------- | ------------ | ---------- | ---------------- | ---------- |
| 기욤 쥐니오르 아탕가나     | 카메룬       | 영국       | 육상             |            |
| 살만 아바리키              | 이란         | 독일       | 육상             |            |
| 사예드 아미르 호세인푸르   | 이란         | 독일       | 탁구             |            |
| 하디 하산자다              | 아프가니스탄 | 오스트리아 | 태권도           |            |
| 자키아 후다다디            | 아프가니스탄 | 프랑스     | 태권도           | 여자 47 kg |
| 하디 다르비시              | 이란         | 독일       | 파워리프팅       | 남자 80 kg |
| 이브라힘 알후세인          | 시리아       | 그리스     | 패러트라이애슬론 |            |
| 아멜리오 카스트로 그루에소 | 콜롬비아     | 이탈리아   | 휠체어 펜싱      |            |

## 같이 보기
- 올림픽 난민 선수단